# Survivor (canción de Helena Paparizou)
«Survivor» (en español: «Superviviente») es el segundo sencillo del álbum One life de la cantante greco-sueca Helena Paparizou. Es también la canción con la que Helena apuesta para el Melodifestivalen 2014. Salió a la venta en iTunes el 23 de febrero. Los responsables de la canción son Bobby Ljunggren, Henrik Wikström, Karl-Ola Kjellholm y Sharon Vaughn. Survivor es una de las nuevas canciones que se añadieron al álbum One life, ya que la mayoría de canciones de este disco eran versiones en inglés de temas que estaban en el anterio álbum en griego de la cantante, Ti ora tha vgoume. Fue el segundo sencillo del álbum y con el que la cantante volvió a escucharse en todas las radios de Suecia.

## Composición
Es un medio-tempo con mucha fuerza en los estribillos con una duración de tres minutos y cuatro segundos. La música está compuesta por Bobby Ljunggren, Henrik Wikström y Karl-Ola Kjellholm, mientras que la letra corre a cargo de Sharon Vaughn. Fue producida por dos de sus compositores, Henrik Wikström y Karl-Ola Kjellholm. La letra de la canción habla sobre una mujer que ha sido abandonada por un hombre, pero ella sabe llevar bien la situación y puede sobrevivir a ello, sin la necesidad del hombre.
La canción fue compuesta para que participase en el Melodifestivalen 2014, pero Helena Paparizou la escuchó en los estudios de grabación y quedó prendada a ella. La cantante en una entrevista decía que se había sentido muy identificada con la letra, además de que era una canción muy buena y potente. Finalmente, aunque Helena ya había dicho que no participaría más en Eurovisión, se presentó en la preselección sueca con Survivor, canción que haría que volviese a escucharse nueva música de ella después de bastantes años.

## Melodifestivalen
Survivor fue interpretada por primera vez en la primera semifinal del concurso sueco el 1 de febrero de 2014 en el Malmö Arena.

## Canciones
| N.º | Título                    | Duración |  |
| 1.  | «Survivor»                | 3:04     |  |
| 2.  | «Survivor - Instrumental» | 3:04     |  |

## Posicionamiento
| Listas                | Posición más alta |
| --------------------- | ----------------- |
| DigiListan            | 6                 |
| Greek iTunes Chart    | 3                 |
| Cyprus iTunes Chart   | 4                 |
| Finland iTunes Chart  | 49                |
| Denmark iTunes Chart  | 95                |
| Norway iTunes Chart   | 101               |
| Bulgaria iTunes Chart | 162               |